# Сердобский часовой завод
Сердобский часовой завод — предприятие по производству часов в городе Сердобске, основанное в 1943 году.

## История
17 ноября 1943 года в соответствии с приказом Народного комиссара миномётного вооружения Союза ССР № 404, который предписывал организовать в городе Сердобске (Пензенская область) завод по производству будильников и настольных часов, присвоив ему название «Государственный Сердобский часовой завод № 5», был создан завод по производству часов.
СЧЗ был создан на базе оборудования Второго Московского и Чистопольского часовых заводов. Первые часы, которые начали выпускаться с 1944 года, были гиревыми.
В 1952-1953 годах на СЧЗ начали выпускаться часы с боем и кукушкой. Ассортимент продукции увеличился в 1954 году — был освоен выпуск часов-ходиков с подвижными глазами кошки, нарисованной на циферблате, и детская игрушка-конструктор «Юный часовщик».
В 1957 году предприятие начало освоение балансовых часов с семидневным заводом.
В 1964 году появилась марка «Маяк», под которой производились наручные, настольные и настенные часы.
С 1965 года начался выпуск настенных электронно-механических часов. В 1969 году на предприятии осваивается производство нового, более качественного и надежного механизма электронных часов 59186. Спустя шесть-семь лет начинается освоение более точного, отвечающего современному технологическому уровню, электронного механизма 65181.
В это же время стали выпускаться новые модели часов с кукушкой «25-ЧГ», «33-ЧГ». В 1980 году часы с кукушкой «Шалаш» отмечены «Знаком Качества». К 1993 году общее производство часов «Кукушка» достигло 15 миллионов штук, свыше миллиона из них экспортировалось в 44 страны мира.
В 1971-1975 годах сдан в эксплуатацию новый корпус инструментального цеха. В 1981 году введён в строй новый сборочный корпус площадью 10000 квадратных метров, в котором разместились цехи № 5 и № 13. В конце 1990-х — начале 2000-х годов завод переживал тяжёлые времена: задержки заработной платы, вместо денег рабочие получали продукцию завода.
ЗАО «СЧЗ» было ликвидировано в 2004 году. На территории завода находятся несколько разнопрофильных организаций, в бывших производственных корпусах открыт торговый центр «Маяк».

## Пресса
На часовом заводе выпускалась газета «Знамя труда» (ранее — «Часовщик»).

## Память
- Стилизованные часы с кукушкой были размещены на фасаде Сердобского железнодорожного вокзала (построен в 1986 году).
- В 2019 году в Сердобске открыта стела часам с кукушкой.[5]